# Szymon Szymonowic

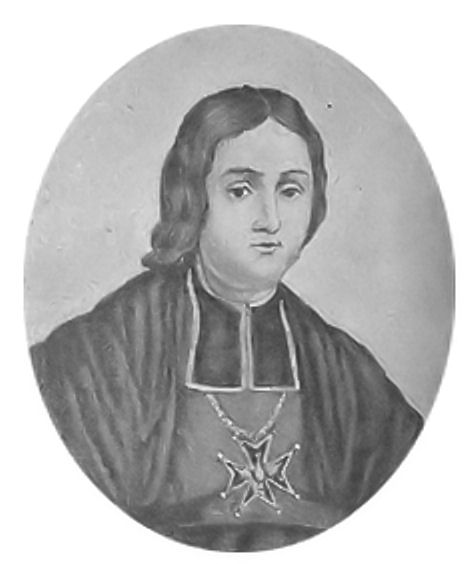
Szymon Szymonowic

Szymon Szymonowic (Simon Simonides; * 24. Oktober 1558 in Lemberg; † 5. Mai 1629 in Czernięcin) war ein polnischer Lyriker der Renaissance.
Der Sohn des Rektors der Kathedralschule und Stadtrates von Lemberg, Szymon z Brzezin, studierte an der Krakauer Akademie, wo er 1577 den Grad eines Bachelor erlangte, danach vermutlich in Belgien und Frankreich. Nach seiner Rückkehr nach Lemberg (vor 1584) widmete er sich der pädagogischen Arbeit und gründete mit Jan Zamoyski 1594 die Akademia Zamojska in Zamość. Zamoyski verpachtete ihm ein Grundstück in Czernięcin und vertraute ihm später die Erziehung seines minderjährigen Sohnes Tomasz an.
Als Schriftsteller trat Szymonowic zunächst mit lateinischen Gedichten hervor, später kamen auch polnische Dichtungen hinzu wie Rytm po pogromieniu na teraźniejsze rozruchy (Das Gedicht über die jetzigen Unruhen) und die an Theokrits und Vergils Idyllen geschulte Werk Sielanki (1614). Weiterhin verfasste er auch zwei Tragödien in lateinischer Sprache, Castus Joseph (1587) und Pentesilea (1617).